# ジャン＝フィリップ・サボ
ジャン＝フィリップ・サボ（Jean-Philippe Sabo, 1987年2月26日 - ）はフランス・オワーズ県出身のサッカー選手。ポジションはディフェンダー。
2007-08シーズン、オリンピック・マルセイユの左サイドバックが不足したときに急遽白羽の矢がたてられ、デビューしたラッキーボーイである。その後プロ契約を結んだ。

## 所属クラブ
- オリンピック・マルセイユ　2007-2012

→ モンペリエHSC　2008-2009 (loan)
→ ACアジャクシオ 2009-2010 (loan)
- RCストラスブール　2013-2016
- AS Erstein　2016-